# Joseph Daul

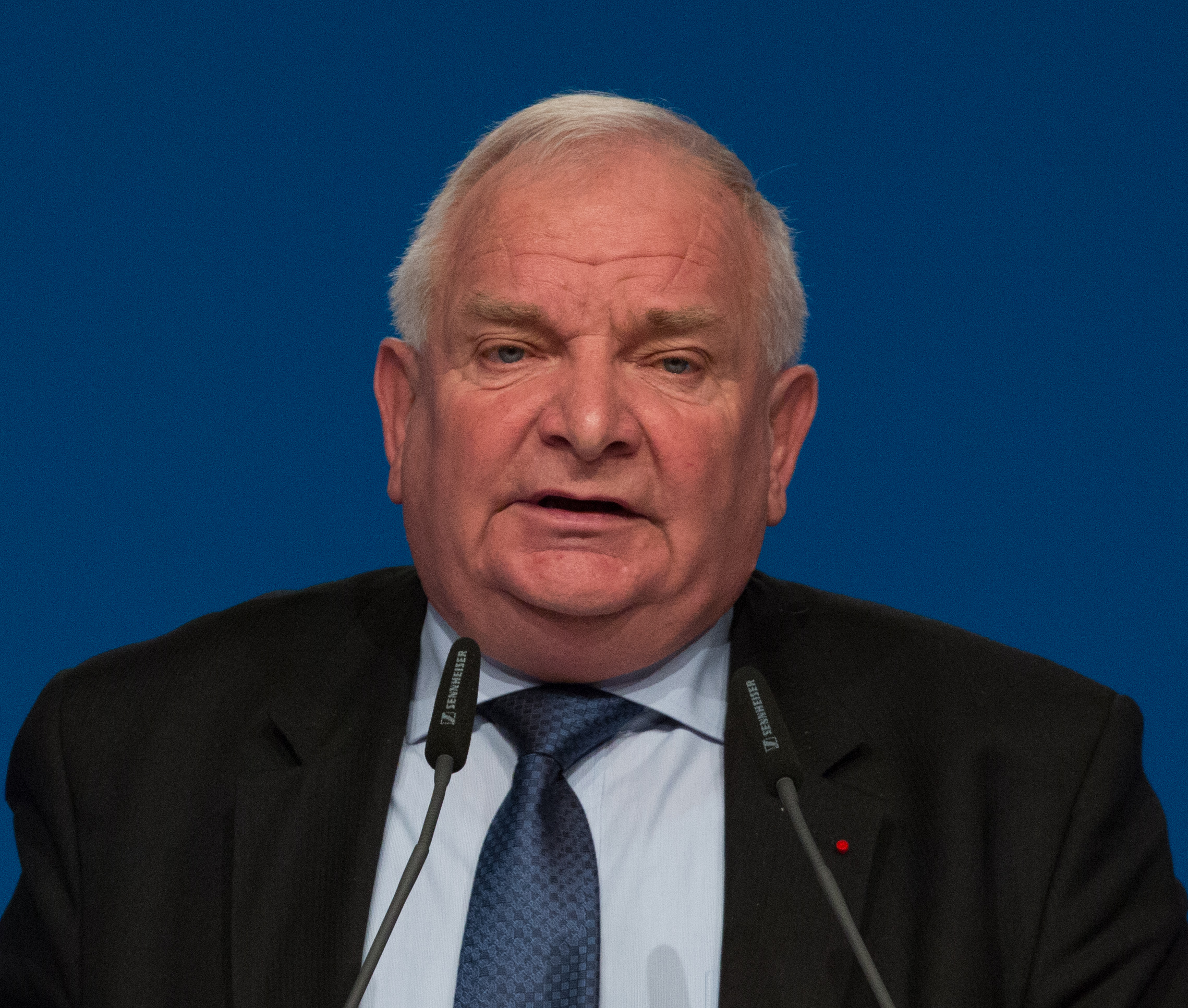
Joseph Daul, 2016

Joseph Daul (Straatsburg, 13 april 1947) is een Frans politicus van Les Républicains. Sinds 12 november 2013 is hij voorzitter van de Europese Volkspartij (EVP).
Na zijn studies werd Daul uitbater van een landbouwbedrijf en nam vervolgens - binnen de landbouw-, vee- en vleessector - meerdere bestuursfuncties waar. Zodoende kwam hij in de politiek terecht, om van 1989 tot 2001 burgemeester te worden van Pfettisheim en ondervoorzitter van een intercommunale van 19 gemeenten in het departement Bas-Rhin.

## Europa
In 1989 werd hij gevraagd zicht kandidaat te stellen voor het Europees Parlement en ging naar de verkiezingen op de lijst van de UMP, die werd getrokken door Nicolas Sarkozy. Sarkozy nam reeds na enkele maanden ontslag maar Joseph Daul werd nadien - zowel in 2004 als in 2009 - herkozen voor datzelfde parlement.
Van 2002 tot 2007 was hij er voorzitter van de landbouwcommissie. In 2007 werd hij verkozen tot voorzitter van de EVP-fractie als opvolger van Hans-Gert Pöttering, die toen voorzitter van het parlement werd.
Tijdens het voorzittersdebat van de UMP in 2012 koos Joseph Daul de kant van François Fillon.

## Politieke mandaten
- 1989 - 2001: Burgemeester van Pfettisheim.
- 2001 - 2008: adjunct-burgemeester van Pfettisheim en ondervoorzitter van een vereniging van 19 gemeenten 
 in de organisatie onder de benaming Communauté de communes du Kochersberg in Bas-Rhin.
- 1999 - heden: lid van het Europees Parlement.
- 2002 - 2007: voorzitter van de commissie landbouw.
- 2007 - heden: voorzitter van de EVP-fractie in het Europees Parlement.
- 2013 - heden: voorzitter EVP, als opvolger van Wilfried Martens[1]